# Leptoconops noei
Leptoconops noei är en tvåvingeart som beskrevs av Clastrier och Coluzzi 1973. Leptoconops noei ingår i släktet Leptoconops och familjen svidknott. Inga underarter finns listade i Catalogue of Life.